# Język ndyuka

Nazwa „ndyuka” w piśmie afaka

Język ndyuka – język kreolski na bazie angielskiego, z silnymi wpływami języków afrykańskich. Jest używany przez ok. 40 tys. osób, przede wszystkim w Surinamie (22 tys. osób), a także w Gujanie Francuskiej (18 tys. osób). Wyróżnia się dialekty: aukan i kwinti. Posiada własne pismo, tzw. sylabariusz afaka (słabo rozpowszechnione).